# Résultats détaillés des championnats d'Europe d'athlétisme 1978
Résultats détaillés des Championnats d'Europe d'athlétisme 1978 de Prague.
| Courses: 100 m - 200 m - 400 m - 800 m - 1 500 m - 5 000 m - 3 000 m - 10 000 m - Marathon Obstacles: 100 m haies - 110 m haies - 400 m haies - 3 000 m steeple Marche: 20 km - 50 km Sauts: Hauteur - Longueur - Triple saut - Perche Lancers: Javelot - Disque - Poids - Marteau Relais: 4 × 100 m - 4 × 400 m Epreuves combinées: Décathlon - Pentathlon Tableau des médailles |

## 100 m
| Rang | Pays               | Athlète            | Temps   |
| ---- | ------------------ | ------------------ | ------- |
| 1    | Italie             | Pietro Mennea      | 10 s 27 |
| 2    | Allemagne de l'Est | Eugen Ray          | 10 s 36 |
| 3    | Union soviétique   | Vladimir Ignatenko | 10 s 37 |
| 4    | Bulgarie           | Petar Petrov       | 10 s 41 |
| 5    | Pologne            | Leszek Dunecki     | 10 s 43 |
| 6    | Royaume-Uni        | Allan Wells        | 10 s 45 |
| 7    | Union soviétique   | Nikolay Kolesnikov | 10 s 46 |
| 8    | Union soviétique   | Valeriy Borzov     | 10 s 55 |

| Rang | Pays               | Athlète              | Temps   |
| ---- | ------------------ | -------------------- | ------- |
| 1    | Allemagne de l'Est | Marlies Göhr         | 11 s 13 |
| 2    | Suède              | Linda Haglund        | 11 s 29 |
| 3    | Union soviétique   | Ludmila Maslakova    | 11 s 31 |
| 4    | Allemagne de l'Est | Monika Hamann        | 11 s 33 |
| 5    | Union soviétique   | Lyudmila Storozhkova | 11 s 33 |
| 6    | Union soviétique   | Lyudmila Kondratyeva | 11 s 38 |
| 7    | France             | Chantal Réga         | 11 s 49 |
| 8    | Royaume-Uni        | Sonia Lannaman       | 11 s 67 |

## 200 m
| Rang | Pays               | Athlète              | Temps   |
| ---- | ------------------ | -------------------- | ------- |
| 1    | Italie             | Pietro Mennea        | 20 s 16 |
| 2    | Allemagne de l'Est | Olaf Prenzler        | 20 s 61 |
| 3    | Suisse             | Peter Muster         | 20 s 64 |
| 4    | Pologne            | Leszek Dunecki       | 20 s 68 |
| 5    | France             | Pascal Barré         | 20 s 70 |
| 6    | Pologne            | Zenon Licznerski     | 20 s 74 |
| 7    | Union soviétique   | Aleksandr Aksinin    | 20 s 87 |
| 8    | Bulgarie           | Vladimir Ivanov (en) | 20 s 92 |

| Rang | Pays               | Athlète              | Temps   |
| ---- | ------------------ | -------------------- | ------- |
| 1    | Union soviétique   | Lyudmila Kondratyeva | 22 s 52 |
| 2    | Allemagne de l'Est | Marlies Göhr         | 22 s 53 |
| 3    | Allemagne de l'Est | Carla Bodendorf      | 22 s 64 |
| 4    | Allemagne de l'Est | Monika Hamann        | 22 s 76 |
| 5    | France             | Chantal Réga         | 22 s 77 |
| 6    | Union soviétique   | Lyudmila Maslakova   | 22 s 89 |
| 7    | Suède              | Linda Haglund        | 23 s 07 |
| 8    | Bulgarie           | Liljana Ivanova      | 23 s 23 |

## 400 m
| Rang | Pays                 | Athlète                | Temps   |
| ---- | -------------------- | ---------------------- | ------- |
| 1    | Allemagne de l'Ouest | Franz-Peter Hofmeister | 45 s 73 |
| 2    | Tchécoslovaquie      | Karel Kolar            | 45 s 77 |
| 3    | France               | Francis Demarthon      | 45 s 97 |
| 4    | Allemagne de l'Ouest | Lothar Krieg           | 46 s 22 |
| 5    | Royaume-Uni          | Terry Whitehead        | 46 s 23 |
| 6    | Royaume-Uni          | Richard Ashton         | 46 s 34 |
| 7    | Allemagne de l'Ouest | Bernd Herrmann         | 46 s 69 |
|      | Pologne              | Jerzy Pietrzyk         | DNS     |

| Rang | Pays             | Athlète             | Temps   |
| ---- | ---------------- | ------------------- | ------- |
| 1    | RDA              | Marita Koch         | 48 s 94 |
| 2    | RDA              | Christina Brehmer   | 50 s 38 |
| 3    | Pologne          | Irena Szewinska     | 50 s 40 |
| 4    | Union soviétique | Mariya Kulchunova   | 51 s 25 |
| 5    | RDA              | Christina Marquardt | 51 s 99 |
| 6    | Royaume-Uni      | Donna Hartley       | 52 s 31 |
| 7    | Finlande         | Pirjo Häggman       | 52 s 46 |
| 8    | Royaume-Uni      | Verona Elder        | 52 s 53 |

## 800 m
| Rang | Pays               | Athlète             | Temps        |
| ---- | ------------------ | ------------------- | ------------ |
| 1    | Allemagne de l'Est | Olaf Beyer          | 1 min 43 s 8 |
| 2    | Royaume-Uni        | Steve Ovett         | 1 min 44 s 1 |
| 3    | Royaume-Uni        | Sebastian Coe       | 1 min 44 s 8 |
| 4    | Union soviétique   | Anatoliy Reshetnyak | 1 min 45 s 8 |
| 5    | Union soviétique   | Vladimir Podolyako  | 1 min 46 s 2 |
| 6    | Allemagne de l'Est | Andreas Busse       | 1 min 47 s 1 |
| 7    | Yougoslavie        | Dragan Zivotić      | 1 min 47 s 4 |
| 8    | France             | José Marajo         | 1 min 53 s 4 |

| Rang | Pays               | Athlète              | Temps        |
| ---- | ------------------ | -------------------- | ------------ |
| 1    | Union soviétique   | Tatyana Providokhina | 1 min 55 s 8 |
| 2    | Union soviétique   | Nadezhda Mushta      | 1 min 55 s 8 |
| 3    | Union soviétique   | Zoya Riger           | 1 min 56 s 6 |
| 4    | Bulgarie           | Totka Petrova        | 1 min 56 s 6 |
| 5    | Allemagne de l'Est | Hildegard Ullrich    | 1 min 57 s 5 |
| 6    | Allemagne de l'Est | Anita Weiss          | 1 min 57 s 7 |
| 7    | Allemagne de l'Est | Ulrike Bruns         | 1 min 58 s 6 |
| 8    | Roumanie           | Fita Lovin           | 1 min 58 s 8 |

## 1 500 m
| Rang | Pays                 | Athlète            | Temps        |
| ---- | -------------------- | ------------------ | ------------ |
| 1    | Royaume-Uni          | Steve Ovett        | 3 min 35 s 6 |
| 2    | Irlande              | Eamonn Coghlan     | 3 min 36 s 6 |
| 3    | Royaume-Uni          | David Moorcroft    | 3 min 36 s 7 |
| 4    | Allemagne de l'Ouest | Thomas Wessinghage | 3 min 37 s 2 |
| 5    | Finlande             | Antti Loikkanen    | 3 min 37 s 5 |
| 6    | France               | José Marajo        | 3 min 38 s 2 |
| 7    | Allemagne de l'Est   | Jürgen Straub      | 3 min 38 s 9 |
| 8    | Royaume-Uni          | John Robson (en)   | 3 min 39 s 6 |

| Rang | Pays               | Athlète            | Temps        |
| ---- | ------------------ | ------------------ | ------------ |
| 1    | Union soviétique   | Giana Romanova     | 3 min 59 s 0 |
| 2    | Roumanie           | Natalia Mărăşescu  | 3 min 59 s 8 |
| 3    | Bulgarie           | Totka Petrova      | 4 min 00 s 2 |
| 4    | Union soviétique   | Valentina Ilyinikh | 4 min 00 s 2 |
| 5    | Norvège            | Grete Waitz        | 4 min 00 s 6 |
| 6    | Italie             | Gabriella Dorio    | 4 min 01 s 3 |
| 7    | Allemagne de l'Est | Ulrike Bruns       | 4 min 02 s 2 |
| 8    | Suisse             | Cornelia Bürki     | 4 min 04 s 6 |

## 5 000 m/3 000 m
| Rang | Pays             | Athlète            | Temps         |
| ---- | ---------------- | ------------------ | ------------- |
| 1    | Italie           | Venanzio Ortis     | 13 min 28 s 5 |
| 2    | Suisse           | Markus Ryffel      | 13 min 28 s 6 |
| 3    | Union soviétique | Aleksandr Fedotkin | 13 min 28 s 6 |
| 4    | Irlande          | John Treacy        | 13 min 28 s 8 |
| 5    | Roumanie         | Ilie Floroiu       | 13 min 29 s 3 |
| 6    | Finlande         | Martti Vainio      | 13 min 29 s 7 |
| 7    | Royaume-Uni      | Nick Rose          | 13 min 32 s 8 |
| 8    | Union soviétique | Enn Sellik         | 13 min 35 s 8 |

| Rang | Pays             | Athlète           | Temps        |
| ---- | ---------------- | ----------------- | ------------ |
| 1    | Union soviétique | Svetlana Ulmasova | 8 min 33 s 2 |
| 2    | Roumanie         | Natalia Mărăşescu | 8 min 33 s 5 |
| 3    | Norvège          | Grete Waitz       | 8 min 34 s 3 |
| 4    | Roumanie         | Maricica Puica    | 8 min 40 s 9 |
| 5    | Union soviétique | Giana Romanova    | 8 min 45 s 7 |
| 6    | Suisse           | Cornelia Bürki    | 8 min 46 s 1 |
| 7    | Union soviétique | Raisa Belousova   | 8 min 48 s 7 |
| 8    | Royaume-Uni      | Paula Fudge       | 8 min 48 s 7 |

## 10 000 m
| Rang | Pays             | Athlète               | Temps         |
| ---- | ---------------- | --------------------- | ------------- |
| 1    | Finlande         | Martti Vainio         | 27 min 31 s 0 |
| 2    | Italie           | Venanzio Ortis        | 27 min 31 s 5 |
| 3    | Union soviétique | Aleksandras Antipovas | 27 min 31 s 5 |
| 4    | Royaume-Uni      | Brendan Foster        | 27 min 32 s 7 |
| 5    | Royaume-Uni      | Dave Black            | 27 min 36 s 3 |
| 6    | Pays-Bas         | Gerard Tebroke        | 27 min 36 s 6 |
| 7    | Roumanie         | Ilie Floroiu          | 27 min 40 s 1 |
| 8    | Norvège          | Knut Kvalheim         | 27 min 41 s 3 |

## Marathon
| Rang | Pays               | Athlète              | Temps           |
| ---- | ------------------ | -------------------- | --------------- |
| 1    | Union soviétique   | Leonid Moseyev       | 2 h 11 min 57 s |
| 2    | Union soviétique   | Nikolay Penzin       | 2 h 11 min 59 s |
| 3    | Belgique           | Karel Lismont        | 2 h 12 min 07 s |
| 4    | Allemagne de l'Est | Waldemar Cierpinski  | 2 h 12 min 20 s |
| 5    | Roumanie           | Catalin Andreica     | 2 h 12 min 29 s |
| 6    | Italie             | Massimo Magnani      | 2 h 12 min 45 s |
| 7    | Allemagne de l'Est | Hans-Joachim Truppel | 2 h 12 min 54 s |
| 8    | Allemagne de l'Est | Jürgen Eberding      | 2 h 13 min 39 s |

## 110 m haies/100 m haies
| Rang | Pays                 | Athlète               | Temps   |
| ---- | -------------------- | --------------------- | ------- |
| 1    | Allemagne de l'Est   | Thomas Munkelt        | 13 s 54 |
| 2    | Pologne              | Jan Pusty             | 13 s 55 |
| 3    | Finlande             | Arto Bryggare         | 13 s 56 |
| 4    | Italie               | Giuseppe Buttari      | 13 s 78 |
| 5    | Union soviétique     | Eduard Pereverzyev    | 13 s 83 |
| 6    | Union soviétique     | Vyacheslav Kulebyakin | 13 s 90 |
| 7    | Pologne              | Romuald Giegiel       | 13 s 91 |
| 8    | Allemagne de l'Ouest | Dieter Gebhard        | 13 s 94 |

| Rang | Pays               | Athlète           | Temps   |
| ---- | ------------------ | ----------------- | ------- |
| 1    | Allemagne de l'Est | Johanna Klier     | 12 s 62 |
| 2    | Union soviétique   | Tatyana Anisimova | 12 s 67 |
| 3    | Allemagne de l'Est | Gudrun Berend     | 12 s 73 |
| 4    | Union soviétique   | Nina Margulina    | 12 s 86 |
| 5    | Pologne            | Lucyna Langer     | 12 s 98 |
| 6    | Allemagne de l'Est | Annerose Fiedler  | 13 s 09 |
| 7    | Pologne            | Elzbieta Rabsztyn | 13 s 17 |
| -    | Pologne            | Grazyna Rabsztyn  | DSQ     |

## 400 m haies
| Rang | Pays                 | Athlète            | Temps   |
| ---- | -------------------- | ------------------ | ------- |
| 1    | Allemagne de l'Ouest | Harald Schmid      | 48 s 51 |
| 2    | Union soviétique     | Dmitriy Stukalov   | 49 s 72 |
| 3    | Union soviétique     | Vasyl Arkhypenko   | 49 s 77 |
| 4    | Suisse               | Franz Meier        | 49 s 84 |
| 5    | Pays-Bas             | Harry Schulting    | 50 s 07 |
| 6    | France               | Jean-Claude Nallet | 50 s 10 |
| 7    | Espagne              | José Alonso        | 50 s 19 |
| 8    | Roumanie             | Horia Toboc        | 50 s 46 |

| Rang | Pays                 | Athlète             | Temps   |
| ---- | -------------------- | ------------------- | ------- |
| 1    | Union soviétique     | Tatyana Zelentsova  | 54 s 89 |
| 2    | Allemagne de l'Ouest | Silvia Hollmann     | 55 s 14 |
| 3    | Allemagne de l'Est   | Karin Rossley       | 55 s 36 |
| 4    | Allemagne de l'Est   | Brigitte Köhn       | 55 s 46 |
| 5    | Pologne              | Krystyna Kacperczyk | 55 s 55 |
| 6    | Allemagne de l'Est   | Anita Weiss         | 55 s 63 |
| 7    | Union soviétique     | Ingrida Barkane     | 55 s 97 |
| 8    | Pologne              | Genowefa Blaszak    | 57 s 72 |

## 3 000 m steeple
| Rang | Pays                 | Athlète              | Temps        |
| ---- | -------------------- | -------------------- | ------------ |
| 1    | Pologne              | Bronisław Malinowski | 8 min 15 s 1 |
| 2    | Allemagne de l'Ouest | Patriz Ilg           | 8 min 16 s 9 |
| 3    | Finlande             | Ismo Toukonen        | 8 min 18 s 3 |
| 4    | Allemagne de l'Est   | Michael Karst        | 8 min 19 s 0 |
| 5    | Roumanie             | Paul Copu            | 8 min 20 s 4 |
| 6    | Roumanie             | Vasile Bichea        | 8 min 24 s 9 |
| 7    | Tchécoslovaquie      | Frantisek Bartos     | 8 min 38 s 0 |
| 8    | Allemagne de l'Ouest | Manfred Schoeneberg  | 8 min 40 s 1 |

## 20 km marche
| Rang | Pays               | Athlète           | Temps             |
| ---- | ------------------ | ----------------- | ----------------- |
| 1    | Allemagne de l'Est | Roland Wieser     | 1 h 23 min 11 s 5 |
| 2    | Union soviétique   | Pyotr Pochenchuk  | 1 h 23 min 43 s 0 |
| 3    | Union soviétique   | Anatoliy Solomin  | 1 h 24 min 11 s 5 |
| 4    | Union soviétique   | Boris Yakovlev    | 1 h 24 min 27 s 9 |
| 5    | Espagne            | José Marin        | 1 h 24 min 57 s 5 |
| 6    | Italie             | Maurizio Damilano | 1 h 24 min 57 s 5 |

## 50 km marche
| Rang | Pays             | Athlète             | Temps             |
| ---- | ---------------- | ------------------- | ----------------- |
| 1    | Espagne          | Jorge Llopart       | 3 h 53 min 29 s 9 |
| 2    | Union soviétique | Veniamin Soldatenko | 3 h 55 min 12 s 1 |
| 3    | Pologne          | Jan Ornoch          | 3 h 57 min 23 s 7 |
| 4    | Union soviétique | Otto Barch          | 3 h 57 min 23 s 7 |
| 5    | Union soviétique | Viktor Dobrovskiy   | 3 h 57 min 26 s 7 |
| 6    | Italie           | Vittorio Visini     | 3 h 57 min 42 s 8 |

## 4 × 100 m relais
| Rang | Pays               | Athlète                                                                    | Temps   |
| ---- | ------------------ | -------------------------------------------------------------------------- | ------- |
| 1    | Pologne            | Zenon Nowosz Zenon Licznerski Leszek Dunecki Marian Woronin                | 38 s 58 |
| 2    | Allemagne de l'Est | Manfred Kokot Eugen Ray Olaf Prenzler Alexander Thieme                     | 38 s 78 |
| 3    | Union soviétique   | Sergey Vladimirsev Nikolay Kolesnikov Aleksandr Aksinin Vladimir Ignatenko | 38 s 82 |
| 4    | France             | Patrick Barré Pascal Barré Lucien Sainte-Rose Herman Panzo                 | 38 s 90 |
| 5    | Italie             | Giovanni Grazioli Luciano Caravani Stefano Curini Pietro Mennea            | 39 s 11 |
| 6    | Royaume-Uni        |                                                                            | 39 s 49 |
| 7    | Suisse             |                                                                            | 39 s 56 |
| 8    | Belgique           |                                                                            | 39 s 73 |

| Rang | Pays                 | Athlète                                                                    | Temps   |
| ---- | -------------------- | -------------------------------------------------------------------------- | ------- |
| 1    | Union soviétique     | Vera Anisimova Ludmila Maslakova Lyudmila Kondratyeva Lyudmila Storozhkova | 42 s 54 |
| 2    | Royaume-Uni          | Beverley Goddard-Callender Kathryn Smallwood Sharon Colyear Sonia Lannaman | 42 s 72 |
| 3    | Allemagne de l'Est   | Johanna Klier Monika Hamann Carla Bodendorf Marlies Göhr                   | 43 s 07 |
| 4    | Bulgarie             |                                                                            | 43 s 47 |
| 5    | Pologne              |                                                                            | 43 s 83 |
| 6    | Allemagne de l'Ouest |                                                                            | 44 s 34 |
| 7    | Suède                |                                                                            | 44 s 37 |
| 8    | France               | Annie Alizé Véronique Grandrieux Chantal Réga Raymonde Naigre              | DNF     |

## 4 × 400 m relais
| Rang | Pays                 | Athlète                                                            | Temps        |
| ---- | -------------------- | ------------------------------------------------------------------ | ------------ |
| 1    | Allemagne de l'Ouest | Martin Weppler Franz-Peter Hofmeister Bernd Herrmann Harald Schmid | 3 min 02 s 0 |
| 2    | Pologne              | Jerzy Włodarczyk Zbigniew Jaremski Cezary Łapiński Ryszard Podlas  | 3 min 03 s 6 |
| 3    | Tchécoslovaquie      | Josef Lomický František Brečka Miroslav Tulis Karel Kolář          | 3 min 04 s 0 |
| 4    | Suisse               |                                                                    | 3 min 04 s 3 |
| 5    | Allemagne de l'Est   |                                                                    | 3 min 04 s 4 |
| 6    | France               | Maurice Volmar Gérard Boutier Hector Llatser Francis Demarthon     | 3 min 05 s 6 |
| 7    | Italie               |                                                                    | 3 min 06 s 7 |
| 8    | Yougoslavie          |                                                                    | 3 min 06 s 9 |

| Rang | Pays                 | Athlète                                                                    | Temps        |
| ---- | -------------------- | -------------------------------------------------------------------------- | ------------ |
| 1    | Allemagne de l'Est   | Christiane Marquardt Barbara Krug Christina Brehmer Marita Koch            | 3 min 21 s 2 |
| 2    | Union soviétique     | Tatyana Prorochenko Nadezhda Mushta Tatyana Providokhina Mariya Kulchunova | 3 min 22 s 5 |
| 3    | Pologne              | Małgorzata Gajewska Krystyna Kacperczyk Genowefa Błaszak Irena Szewińska   | 3 min 26 s 8 |
| 4    | Royaume-Uni          |                                                                            | 3 min 27 s 2 |
| 5    | Allemagne de l'Ouest |                                                                            | 3 min 28 s 0 |
| 6    | Tchécoslovaquie      |                                                                            | 3 min 30 s 4 |
| 7    | Roumanie             |                                                                            | 3 min 30 s 7 |
| 8    | Hongrie              |                                                                            | 3 min 32 s 2 |

## Saut en hauteur
| Rang | Pays                 | Athlète             | Hauteur |
| ---- | -------------------- | ------------------- | ------- |
| 1    | Union soviétique     | Vladimir Yashchenko | 2,30 m  |
| 2    | Union soviétique     | Aleksandr Grigoryev | 2,28 m  |
| 3    | Allemagne de l'Est   | Rolf Beilschmidt    | 2,28 m  |
| 4    | Allemagne de l'Est   | Henry Lauterbach    | 2,26 m  |
| 5    | Allemagne de l'Ouest | Carlo Thränhardt    | 2,21 m  |
| 6    | Pologne              | Jacek Wszola        | 2,21 m  |
| 7    | Allemagne de l'Ouest | André Schneider     | 2,21 m  |
| 8    | Tchécoslovaquie      | Josef Hrabal        | 2,18 m  |

| Rang | Pays                 | Athlète             | Hauteur |
| ---- | -------------------- | ------------------- | ------- |
| 1    | Italie               | Sara Simeoni        | 2,01 m  |
| 2    | Allemagne de l'Est   | Rosemarie Ackermann | 1,99 m  |
| 3    | Allemagne de l'Ouest | Brigitte Holzapfel  | 1,95 m  |
| 4    | Allemagne de l'Est   | Jutta Kirst         | 1,93 m  |
| 5    | Allemagne de l'Ouest | Ulrike Meyfarth     | 1,91 m  |
| 6    | Hongrie              | Andrea Mátay        | 1,85 m  |
| 7    | Yougoslavie          | Snezana Hrepevnik   | 1,85 m  |
| 8    | Pologne              | Urszula Kielan      | 1,85 m  |

## Saut en longueur
| Rang | Pays                 | Athlète            | Distance |
| ---- | -------------------- | ------------------ | -------- |
| 1    | France               | Jacques Rousseau   | 8,18 m   |
| 2    | Yougoslavie          | Nenad Stekić       | 8,12 m   |
| 3    | Union soviétique     | Vladimir Tsepelyov | 8,01 m   |
| 4    | Pologne              | Grzegorz Cybulski  | 7,96 m   |
| 5    | Allemagne de l'Ouest | Jochen Verschl     | 7,89 m   |
| 6    | Union soviétique     | Valeriy Pidluzhnyy | 7,89 m   |
| 7    | Allemagne de l'Ouest | Roy Mitchell       | 7,88 m   |
| 8    | Suède                | Åke Fransson       | 7,65 m   |

| Rang | Pays                 | Athlète            | Distance |
| ---- | -------------------- | ------------------ | -------- |
| 1    | Union soviétique     | Vilma Bardauskienė | 6,88 m   |
| 2    | Allemagne de l'Est   | Angela Voigt       | 6,79 m   |
| 3    | Tchécoslovaquie      | Jarmila Nygrynova  | 6,69 m   |
| 4    | Allemagne de l'Est   | Brigitte Wujak     | 6,60 m   |
| 5    | Roumanie             | Gina Panait        | 6,52 m   |
| 6    | Royaume-Uni          | Susan Reeve        | 6,48 m   |
| 7    | Allemagne de l'Ouest | Karin Hänel        | 6,48 m   |
| 8    | Allemagne de l'Est   | Heidemarie Wycisk  | 6,44 m   |

## Saut à la perche
| Rang | Pays             | Athlète               | Hauteur |
| ---- | ---------------- | --------------------- | ------- |
| 1    | Union soviétique | Vladimir Trofimenko   | 5,55 m  |
| 2    | Finlande         | Antti Kalliomäki      | 5,50 m  |
| 3    | Finlande         | Rauli Pudas           | 5,45 m  |
| 4    | Pologne          | Władysław Kozakiewicz | 5,45 m  |
| 5    | Union soviétique | Yevgeniy Tananika     | 5,40 m  |
| 6    | France           | Philippe Houvion      | 5,40 m  |
| 7    | France           | François Tracanelli   | 5,30 m  |
| 7    | Royaume-Uni      | Brian Hooper          | 5,30 m  |

## Triple saut
| Rang | Pays             | Athlète              | Distance |
| ---- | ---------------- | -------------------- | -------- |
| 1    | Yougoslavie      | Miloš Srejović       | 16,94 m  |
| 2    | Union soviétique | Viktor Saneïev       | 16,93 m  |
| 3    | Union soviétique | Anatoli Piskouline   | 16,87 m  |
| 4    | France           | Bernard Lamitié      | 16,87 m  |
| 5    | Union soviétique | Gennadiy Valyukevich | 16,64 m  |
| 6    | Royaume-Uni      | Keith Connor         | 16,64 m  |
| 7    | Yougoslavie      | Milan Spasojevic     | 16,62 m  |
| 8    | Royaume-Uni      | Aston Moore          | 16,55 m  |

## Lancer du poids
| Rang | Pays               | Athlète               | Distance   |
| ---- | ------------------ | --------------------- | ---------- |
| 1    | Allemagne de l'Est | Udo Beyer             | 21,08 m    |
| DQ   | Union soviétique   | Yevgeniy Mironov      | 20,87 m DQ |
| 2    | Union soviétique   | Aleksandr Baryshnikov | 20,68 m    |
| 3    | Allemagne de l'Est | Wolfgang Schmidt      | 20,30 m    |
| 4    | Finlande           | Reijo Ståhlberg       | 20,17 m    |
| 5    | Union soviétique   | Anatoliy Yarosh       | 20,03 m    |
| 6    | Tchécoslovaquie    | Jaromir Vlk           | 19,53 m    |
| 7    | Islande            | Hreinn Halldórsson    | 19,34 m    |

| Rang | Pays                 | Athlète               | Distance |
| ---- | -------------------- | --------------------- | -------- |
| 1    | Allemagne de l'Est   | Ilona Slupianek       | 21,41 m  |
| 2    | Tchécoslovaquie      | Helena Fibingerová    | 20,86 m  |
| 3    | Allemagne de l'Est   | Margitta Droese       | 20,58 m  |
| 4    | Union soviétique     | Svetlana Krachevskaya | 20,13 m  |
| 5    | Bulgarie             | Elena Stoyanova       | 19,43 m  |
| 6    | Allemagne de l'Ouest | Eva Wilms             | 19,20 m  |
| 7    | Bulgarie             | Ivanka Petrova        | 18,85 m  |
| 8    | Union soviétique     | Svetlana Melnikova    | 18,63 m  |

## Lancer du disque
| Rang | Pays                 | Athlète             | Distance |
| ---- | -------------------- | ------------------- | -------- |
| 1    | Allemagne de l'Est   | Wolfgang Schmidt    | 66,82 m  |
| 2    | Finlande             | Markku Tuokko       | 64,90 m  |
| 3    | Tchécoslovaquie      | Imrich Bugar        | 64,66 m  |
| 4    | Bulgarie             | Velko Velev         | 64,56 m  |
| 5    | Norvège              | Knut Hjeltnes       | 63,76 m  |
| 6    | Allemagne de l'Ouest | Alwin Wagner        | 62,70 m  |
| 7    | Union soviétique     | Dmitriy Kovtsun     | 61,84 m  |
| 8    | Allemagne de l'Est   | Wolfgang Warnemünde | 61,28 m  |

| Rang | Pays               | Athlète             | Distance |
| ---- | ------------------ | ------------------- | -------- |
| 1    | Allemagne de l'Est | Evelin Jahl         | 66,98 m  |
| 2    | Allemagne de l'Est | Margitta Droese     | 64,04 m  |
| 3    | Union soviétique   | Natalya Gorbachova  | 63,58 m  |
| 4    | Allemagne de l'Est | Sabine Engel        | 63,46 m  |
| 5    | Union soviétique   | Faina Melnyk-Veleva | 62,30 m  |
| 6    | Bulgarie           | Svetlana Bozhkova   | 61,94 m  |
| 7    | Union soviétique   | Ludmila Isayeva     | 61,56 m  |
| 8    | Tchécoslovaquie    | Jitka Prouzova      | 59,90 m  |

## Lancer du javelot
| Rang | Pays                 | Athlète          | Distance   |
| ---- | -------------------- | ---------------- | ---------- |
| 1    | Allemagne de l'Ouest | Michael Wessing  | 89,12 m    |
| 2    | Union soviétique     | Nikolay Grebnyev | 87,82 m    |
| 3    | Allemagne de l'Est   | Wolfgang Hanisch | 83,66 m    |
| 4    | Allemagne de l'Est   | Detlef Michel    | 85,46 m    |
| DQ   | Union soviétique     | Vasiliy Yershov  | 85,06 m DQ |
| 5    | Allemagne de l'Ouest | Helmut Schreiber | 83,58 m    |
| 6    | Hongrie              | Miklos Nemeth    | 83,58 m    |
| 7    | Pologne              | Piotr Bielczyk   | 81,80 m    |

| Rang | Pays                 | Athlète             | Distance |
| ---- | -------------------- | ------------------- | -------- |
| 1    | Allemagne de l'Est   | Ruth Fuchs          | 69,16 m  |
| 2    | Royaume-Uni          | Tessa Sanderson     | 62,40 m  |
| 3    | Allemagne de l'Est   | Ute Hommola         | 62,32 m  |
| 4    | Allemagne de l'Est   | Ute Richter         | 62,04 m  |
| 5    | Hongrie              | Eva Zörgö           | 61,14 m  |
| 6    | Allemagne de l'Ouest | Eva Helmschmidt     | 60,96 m  |
| 7    | Allemagne de l'Ouest | Ingrid Thyssen      | 60,18 m  |
| 8    | Pologne              | Bernadette Blechacz | 60,14 m  |

## Lancer du marteau
| Rang | Pays                 | Athlète            | Distance |
| ---- | -------------------- | ------------------ | -------- |
| 1    | Union soviétique     | Youri Sedykh       | 77,28 m  |
| 2    | Allemagne de l'Est   | Roland Steuk       | 77,24 m  |
| 3    | Allemagne de l'Ouest | Karl-Hans Riehm    | 77,02 m  |
| 4    | Allemagne de l'Est   | Detlef Gerstenberg | 76,70 m  |
| 5    | Allemagne de l'Ouest | Manfred Hüning     | 76,46 m  |
| 6    | Union soviétique     | Boris Zaychuk      | 75,62 m  |
| 7    | Italie               | Edoardo Podberscek | 73,02 m  |
| 8    | Italie               | Giampaolo Urlando  | 72,62 m  |

## Décathlon/Pentathlon
| Rang | Pays               | Athlète             | Points    |
| ---- | ------------------ | ------------------- | --------- |
| 1    | Union soviétique   | Aleksandr Grebenyuk | 8 340 pts |
| 2    | Royaume-Uni        | Daley Thompson      | 8 289 pts |
| 3    | Allemagne de l'Est | Siegfried Stark     | 8 208 pts |
| 4    | Autriche           | Josef Zeilbauer     | 7 988 pts |
| 5    | Union soviétique   | Yuriy Kutsenko      | 7 978 pts |
| 6    | Finlande           | Roger Kanerva       | 7 945 pts |
| 7    | Finlande           | Johannes Lahti      | 7 913 pts |
| 8    | Allemagne de l'Est | Rainer Pottel       | 7 900 pts |

| Rang | Pays                 | Athlète               | Points       |
| ---- | -------------------- | --------------------- | ------------ |
| DQ   | Union soviétique     | Nadezhda Tkachenko    | 4 744 pts DQ |
| 2    | Hongrie              | Margit Papp           | 4 655 pts    |
| 3    | Allemagne de l'Est   | Burglinde Pollak      | 4 600 pts    |
| 4    | Allemagne de l'Est   | Kristine Nitzsche     | 4 599 pts    |
| DQ   | Union soviétique     | Yekaterina Gordiyenko | 4 572 DQ     |
| 6    | Allemagne de l'Ouest | Beatrix Philipp       | 4 554 pts    |
| 7    | Union soviétique     | Jekaterina Smirnova   | 4 534 pts    |
| 8    | Allemagne de l'Est   | Ramona Neubert        | 4 380 pts    |